# Acta Botanica Brasilica
Acta Botanica Brasilica ist eine botanische Fachzeitschrift. Sie wird seit 1987 von der Sociedade Botânica do Brasil (SPP) herausgegeben. Die Zeitschrift erschien bis 1997 halbjährlich, dann alle vier Monate und seit 2001 vierteljährlich.
Publiziert werden Originalarbeiten aus allen Bereichen der Botanik, der Grundlagenforschung oder angewandten Botanik, in portugiesischer, spanischer oder englischer Sprache (seit 2013). Die Zeitschrift erscheint im Open Access.